# Митоманија
Митоманија (такође и патолошко лагање) је термин који означава болесну склоност неких људи да измишљају приче о невероватним догађајима, као и да изврћу истину и претерују у описивању стварних догађаја, са циљем да себе прикажу у што повољнијој светлости. Код деце на раном узрасту, митоманија је нормална развојна појава, док код одраслих, најчешће, потиче из сујете, необуздане маште, емоционалне незрелости и потиснутог осећања мање вредности.